# Infecció genital per clamídia

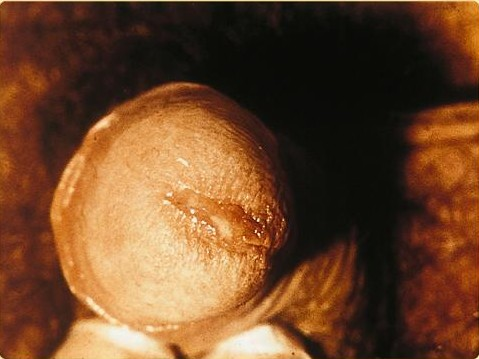
Penis afectat per clamídia, supura en aquest cas un líquid transparent, que en alguns casos pot tenir aspecte lletós

La infecció genital per clamídia o clamidiasis, és una infecció de transmissió sexual (ITS), causada pel bacteri Chlamydia trachomatis (serovars D-K).
La infecció pot localitzar-se en diferents mucoses del cos: usualment de la uretra (o conducte de la orina) en l'home, del coll uterí i la uretra en la dona i de la faringe (gola) i del recte en homes i dones.
Recordar que Chlamydia trachomatis inclou tres biovars en humans responsables de diferents patologies específiques: tracoma (serovars A, B, Ba o C), infecció genital (serovars D-K) i limfogranuloma veneri o LGV (serovars L1, L2 i L3).
La infecció genital per clamídia afecta més a dones que a homes, a diferència de la gonocòccia que és al revés.
La clamidiasi pot passar desapercebuda, ja que sovint no produeix cap símptoma (sobretot en les dones) i quan en produeix, poden ser signes i símptomes molt discrets o indistingibles dels que produeixen altres ITS.
Si no es tracta amb antibiòtics hi ha la possibilitat que evolucioni a problemes de salut més greus, com la malaltia inflamatòria pelviana (MIP) en les dones, l'epididimitis en els homes, o, en alguns casos, artritis (inflamació i dolor de les articulacions) que pot anar acompanyada d'erupció cutània, inflamació dels ulls i de la uretra (síndrome de Reiter). Ocasionalment, a la llarga, pot estendre's als genitals interns, i així arribar a causar esterilitat en els homes i infertilitat en les dones.
Segons el tipus de pràctiques sexuals, la Chlamydia trachomatis pot infectar també, tant en homes com en dones, el recte i la faringe. En aquestes localitzacions no acostuma a donar símptomes però es pot contagiar la infecció a altres persones per sexe oral o per sexe anal sense condó.
La infecció genital per clamídia afavoreix l'adquisició del VIH per via sexual.
Com en la resta d'ITS, per tal de tallar la cadena de transmissió i evitar noves infeccions, és important estudiar totes les persones que han tingut relacions sexuals (contactes) amb la persona amb clamidiasi (cas índex), durant els 2-3 mesos previs a l'inici dels símptomes o en cas de ser assimtomàtica, des del diagnòstic.

## Epidemiologia
Chlamydia trachomatis és la primera causa bacteriana d'ITS i s'estima que cada any es produeixen més de 130 milions de noves infeccions en el món.
A Europa, el 2016, es van declarar 403.807 casos d'aquesta infecció, amb una taxa global de 185/100.000 habitants. La incidència major és en heterosexuals i dones, especialment en les de 20 a 24 anys (amb una taxa en aquest grup de 1745/100.000).
A l'estat Espanyol, la infecció per Chlamydia trachomatis es una malaltia de declaració obligatòria des del 2016. Els casos notificats durant el 2017, van ser 9865 casos, amb taxa de 24,55/100.000 habitants. És altament possible que aquestes xifres estiguin subestimades, per una baixa notificació dels casos.
A Catalunya, l'any 2017, es van notificar 5.107 casos d'infecció per Chlamydia trachomatis, el que representa una
taxa global de 72 casos per 100.000 habitants.
El 60% dels casos van ser dones i el 40% homes, essent les taxes de 84 i 59 casos per 100.000 habitants, respectivament. La raó home-dona va ser de 0,7.
La mitjana d'edat dels casos va ser de 28 anys. El 43% del total de casos notificats al 2017 tenien entre
25-39 anys, un 43% eren menors de 25 anys i 59 casos en menors de 16 anys (1%).
La mostra biològica recollida en major nombre per al diagnòstic d'infecció per Chlamydia trachomatis va
ser l'exsudat endocervical (68%) en el cas de les dones i l'exsudat uretral (41%) i l'orina (34%) en el cas
dels homes.
La proporció de casos de clamidiasi amb una coinfecció pel VIH en el moment del diagnòstic va ser del 3,7%, arribant al 31% en el cas dels homes que tenen sexe amb altres homes.

## Contagi
La infecció genital per clamídia es pot transmetre durant les relacions sexuals (orals, vaginals o anals) no protegides (és a dir, sense condó) amb una persona infectada. És possible que una persona infectada per Chlamydia trachomatis no presenti cap símptoma i, per tant, pot no saber que ho està, però igualment pot transmetre la infecció durant les relacions sexuals. També existeix una via de transmissió per contacte amb mucoses dels ulls.
Una persona que ha tingut infecció genital per clamídia i s'ha curat amb el tractament antibiòtic, pot tornar-se a contagiar si s'exposa de nou a la infecció mitjançant la pràctica de noves relacions sexuals no protegides (és a dir, sense preservatiu).
També es pot transmetre de mare a fill durant el part, si la dona embarassada està infectada per clamídia. Quan una dona embarassada pateix una infecció genital per clamídia i no rep tractament, el seu fill té risc de néixer de forma prematura o bé de presentar conjuntivitis o pneumònia al cap de poc temps d'haver nascut, per transmissió de la infecció per clamídia al nadó durant el part en passar aquest per la vagina de la seva mare.

## Símptomes
La infecció genital per clamídia pot ser asimptomàtica i passar desapercebuda (fins a un 50% dels casos en els homes i un 70-80% en les dones).
Quan hi ha símptomes, aquests poden trigar entre 2 i 6 setmanes a aparèixer després del contagi.
La secreció uretral deguda a la infecció genital per clamídia normalment és mucosa i menys abundant i menys purulenta que en la infecció gonocòccica.
Les principals manifestacons clíniques de la infecció són cervicitis (infecció del coll uterí) en les dones i uretritis en els homes, aquests poden presentar disúria i polaquiúria en un 50% dels casos, mentre que en les dones aquests símptomes són infreqüents.
Segons les pràctiques sexuals poden estar presents altres símptomes locals (faringis, rectals, conjuntivals).
Sense un diagnòstic, les infeccions no tractades, es disseminen amb facilitat entre la població sexualment activa. En un 50% dels casos les infeccions persisteixen durant mesos, el que pot afavorir el desenvolupament de complicacions per la salut reproductiva.
En els homes pot ocasionar prostatitis, vesiculitis (inflamació de les vesícules seminals), orquiepididimitis i finalment esterilitat.
En les dones pot ocasionar endometritis (inflamació de l'endometri), salpingitis (inflamació de les trompes de Fal·lopi) o malaltia inflamatòria pelviana. S'estima que el risc d'una dona infectada per Chlamydia trachomatis de patir una malaltia inflamatòria pelviana és del voltant del 15%.
Molt ocasionalment, la infecció genital per clamídia pot causar artritis reactiva associada a HLA-B27 (que pot acompanyar-se a vegades de símptomes oculars i/o dermatològics) i perihepatitis.
Durant l'embaràs, la clamidiasis s'ha associat a ruptura prematura de membranes, part prematur, baix pes del nounat i avortament. Les dones poden infectar al nounat a través del canal de part, produint-li conjuntivitis, nasofaringitis i pneumònia.

## Diagnosi
El diagnòstic es pot realitzar a partir de diferents tipus de mostres en funció de la localització de la infecció (exsudats uretrals, cervicals, conjuntivals, faringis, rectals u orina).
Existeix una àmplia varietat de mètodes per a la detecció de Chlamydia trachomatis, però les tècniques actualment recomanades són les TAAN (tècniques d'amplificació dels àcids nucleics), per la seva major sensibilitat, especificitat i rapidesa diagnòstica.
Atès que molt sovint la infecció genital per clamídia és asimptomàtica en la dona, en alguns països es recomana la detecció periòdica d'infecció per clamídia a les dones joves (de 25 anys o menys) sexualment actives i a les dones de més edat que puguin estar en situació de risc d'infecció (si tenen una parella sexual nova o tenen múltiples parelles sexuals), per tal de diagnosticar i tractar aquesta infecció al més aviat possible. També es recomana fer la prova de detecció de la infecció genital per clamídia a la dona embarassada.
El cribratge en l'home no ha demostrat ser cost-efectiu i malgrat que podria prevenir moltes infeccions, el seu impacte en la càrrega de la malaltia mitjançant l'anàlisi en homes joves o grups específics de risc és controvertit.

## Tractament
La infecció genital per clamídia es cura fàcilment amb la presa d'antibiòtics per via oral.
La prescripció de l'antibiòtic sempre anirà a càrrec d'una/un metgessa/metge.
Sempre es recomana que la parella o parelles sexuals d'una persona que tingui infecció genital per clamídia faci una visita mèdica per ser valorada i perquè pugui rebre el tractament antibiòtic corresponent.
Després d'iniciar el tractament, els/les pacients han d'abstenir-se de mantenir relacions sexuals durant 7 dies.
Els tests després del tractament (tests de cura) no estan recomanats rutinàriament si el/la pacient ha fet el tractament adequadament.
En canvi, sí que s'aconsella fer-los en: 
- embarassades
- quan hi hagin dubtes sobre el compliment del tractament
- sospita de re-infecció
- quan no milloren els símptomes
Si es fa un test de cura, cal emprar una TAAN (tècnica d'amplificació dels àcids nucleics) a les 3-5 setmanes després de finalitzar el tractament antibiòtic.

## Prevenció
La infecció genital per clamídia es pot transmetre durant les relacions sexuals (orals, vaginals o anals) no protegides amb una persona infectada.
Com a prevenció primària, l'educació sanitària en les pràctiques de sexe segur com la utilització habitual i correcta del preservatiu en totes les pràctiques sexuals (vaginals, anals i orals), és essencial per augmentar la consciència de les ITS entre la població sexualment activa i reduir el risc de transmissió de la infecció per clamídia.
Com a prevenció secundària, el cribratge oportunista o sistemàtic continua sent la intervenció més important per limitar els efectes adversos de la infecció per Chlamydia trachomatis en la salut reproductiva.
El tractament amb antibiòtics de la parella o parelles sexuals ajuda a evitar una possible reinfecció en la persona que l'ha presentat i també ajuda a prevenir que s'infectin altres persones. Per aquesta raó, la persona que ha estat diagnosticada i tractada per una infecció genital per clamídia hauria de fer-ho saber a la seva parella o parelles sexuals recents per tal que es facin les proves diagnòstiques i rebin el tractament adequat.
Les persones infectades per clamídia que no presenten símptomes poden transmetre la infecció a altres persones sense saber-ho; per això, quan una persona sospita que pot haver-se exposat a aquesta infecció de transmissió sexual o a alguna altra durant les seves pràctiques sexuals, ha de visitar el metge perquè valori el seu cas, li demani les proves diagnòstiques pertinents i li prescrigui el tractament adequat.